# Liste der Monuments historiques in Faÿ-lès-Nemours
Die Liste der Monuments historiques in Faÿ-lès-Nemours führt die Monuments historiques in der französischen Gemeinde Faÿ-lès-Nemours auf.

## Liste der Bauwerke
| Bezeichnung            | Beschreibung              | Standort | Kennzeichnung | Schutzstatus | Datum | Bild           |
| ---------------------- | ------------------------- | -------- | ------------- | ------------ | ----- | -------------- |
| Abri                   |                           | (Lage)   | PA00086956    | Inscrit      | 1979  |                |
| Schloss mit Taubenturm | Erbaut im 17. Jahrhundert | (Lage)   | PA00087344    | Inscrit      | 1991  | weitere Bilder |
| Kirche St-Sulpice      |                           | (Lage)   | PA00086957    | Inscrit      | 1926  | weitere Bilder |

## Liste der Objekte

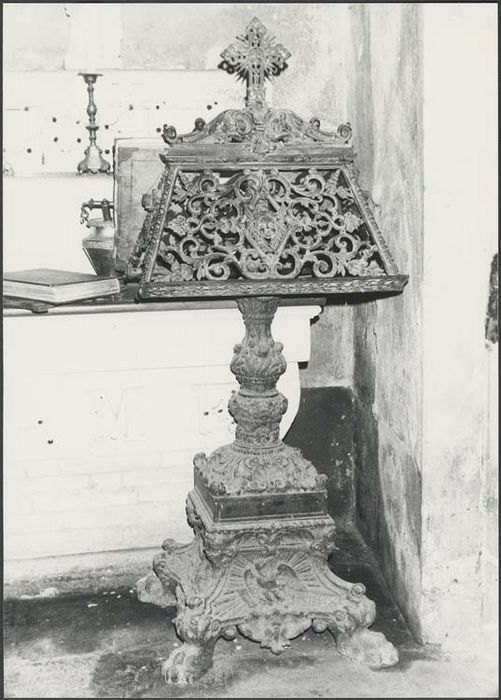
Lesepult aus dem 19. Jahrhundert in der Kirche St-Sulpice

- Monuments historiques (Objekte) in Faÿ-lès-Nemours in der Base Palissy des französischen Kultusministeriums